# Bunyol (gastronomia)
Un bunyol o brunyol és una massa de pasta (generalment feta d'aigua, rent i farina de forment amb, possiblement, algun altre ingredient), fregida en oli. La forma del bunyol és, generalment, rodona amb un forat al mig o un clot fondo que no li arriba a travessar, encara que qualsevol forma relativament semblant també es pot considerar un bunyol. N'hi ha de dolços i de salats.

## Bunyols al País Valencià

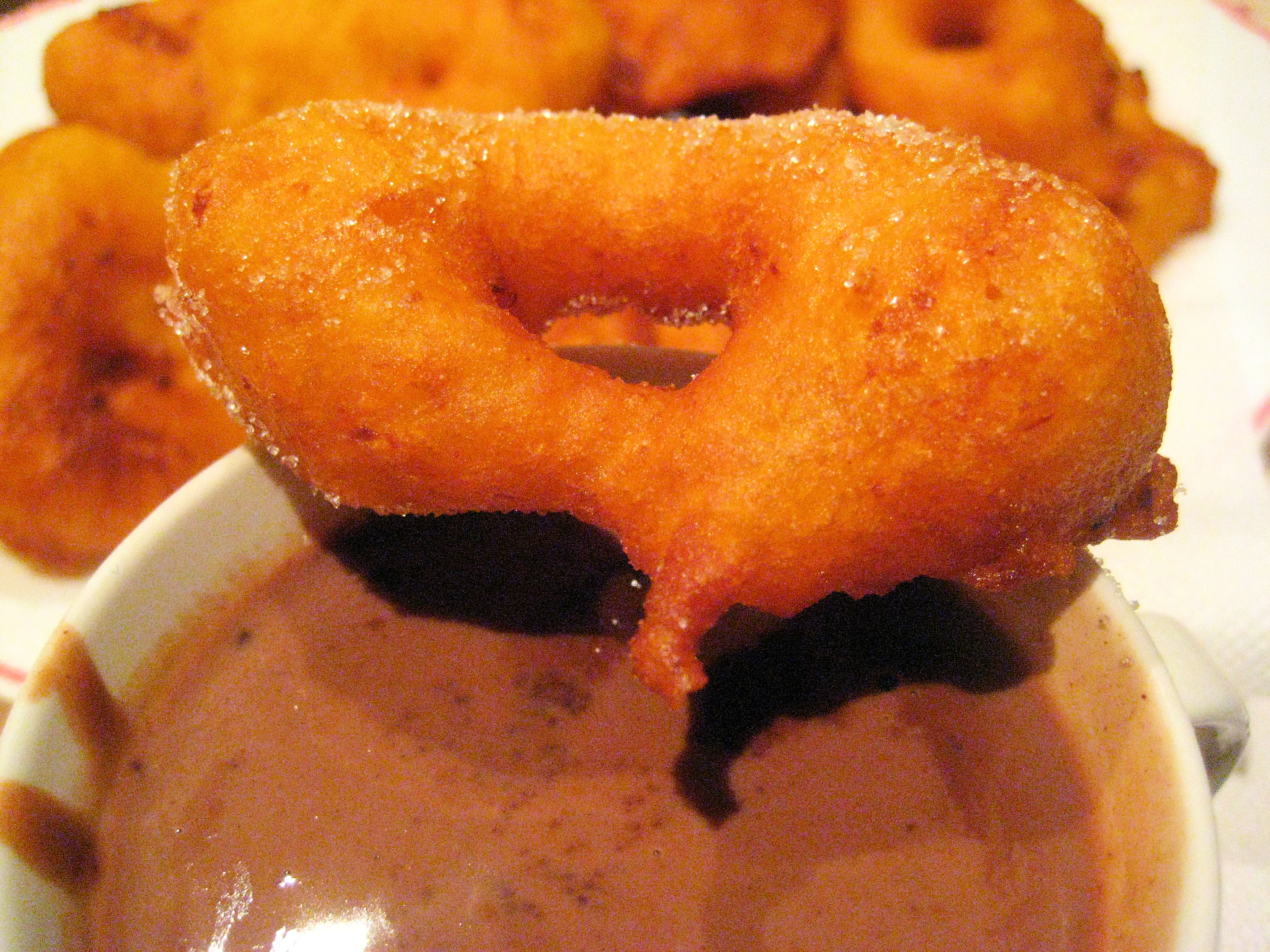
Bunyols amb xocolata

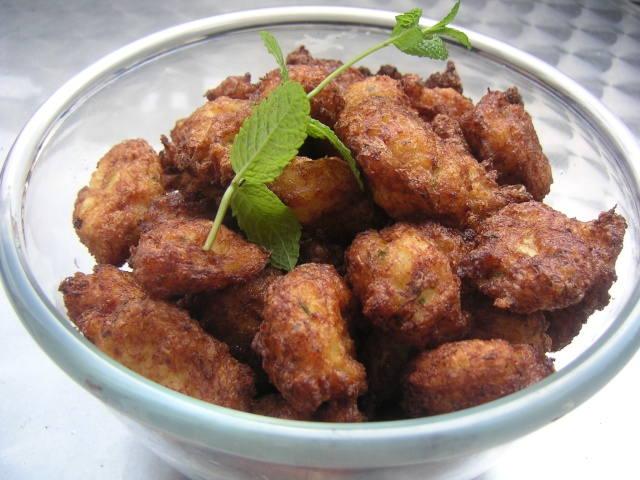
Bunyols de bacallà, preparació habitual al Mediterrani que casa la pasta de bunyol amb el bacallà

Els bunyols al País Valencià es poden fer salats, de bacallà i d'altres peixos, encara que hui dia, hi són més comuns els dolços, que es fan només amb la farina i empolsimats amb sucre una vegada trets de la paella. Generalment s'acompanyen amb xocolata, sent un menjar de carrer molt comú a l'hivern i a la primavera, quan la temperatura encara és fresca, com ara per a Falles. També es consumeixen com a desdejuni o en berenars de xiquets. El bunyols de carabassa es fan de manera similar als anteriors, però afegint carabassa a la pasta de farina.
Els bunyols de Quaresma, també coneguts per bunyols de vent (a imitació del nom en castellà), es fan (a més de la farina, l'aigua i el rent) amb una mica de sal, ous i empolsimats de sucre.

### Figues albardades

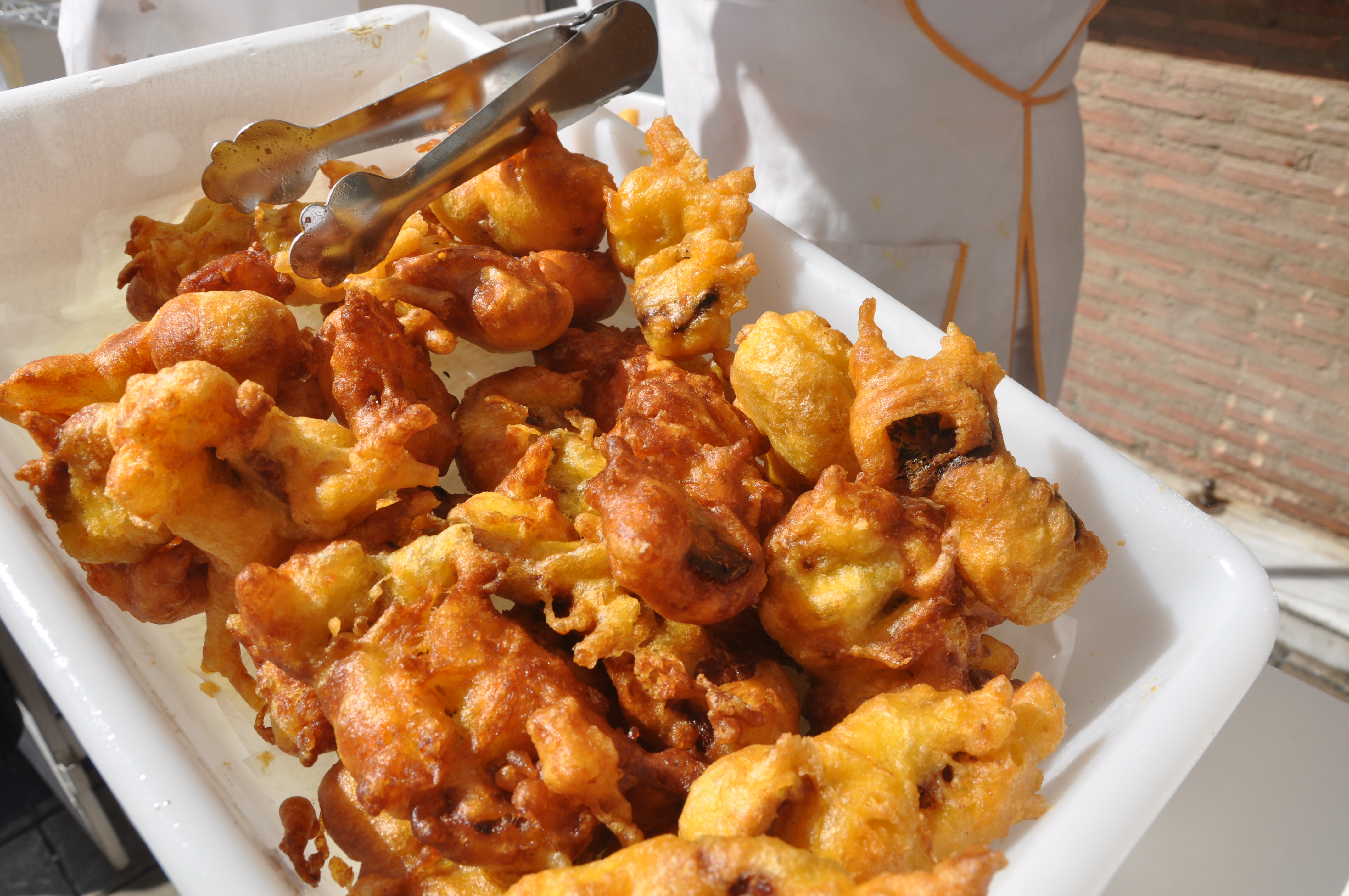
Figues Albardaes.

Les figues albardades són una fórmula apreciadíssima dels bunyols, que es mengen sobretot a les festes de primavera arreu de les comarques valencianes: les figues assecades es parteixen per la meitat i s'uneixen de dos en dos, aleshores s'arrebossen en la massa ja descrita i es fregeixen. En la cuina popular existeixen també els bunyols amb poma o amb banana, trets característics d'una cultura culinària que pretén fer festa de qualsevol recepta, per humil que aquesta siga.

## Bunyols a les Illes Balears

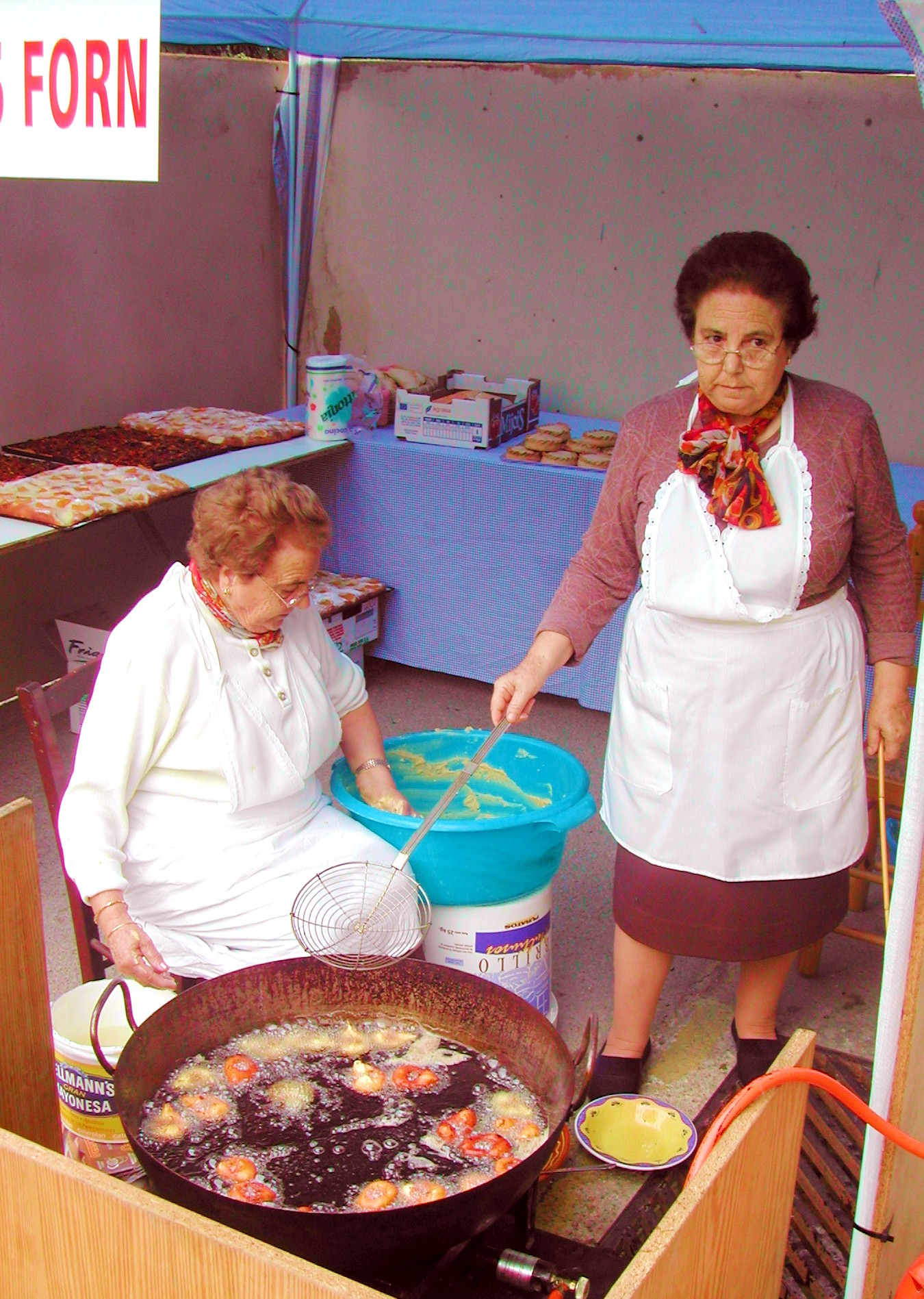
Dones fan bunyols de vent a Mallorca.

Els bunyols també són un menjar tradicional en festes tradicionals de les Illes Balears. Solen tenir a la pasta ous i patata o moniato (o ambdues coses). Segons l'època de l'any, també poden tenir altres ingredients com formatge o figa seca. La pasta pot tenir, a més, saïm, tot i que recentment se'n fan també versions on aquest és substituït per oli d'oliva. Finalment també s'empolsimen de sucre o mel.
A part dels bunyols de Quaresma, són molt típics els de la Revetlla de les Verges, el 20 d'octubre. En aquestes festes era tradició que els homes solters festegessin les dones solteres i els oferissin cançons i música, mentre que aquestes els oferien aquests bunyols i vi dolç. Aquests bunyols tenen forma d'anell i solen contenir patata o moniato, a més de llet, ous, sucre, saïm, farina i llevat. Es mengen tebis i coberts de sucre o de mel.
A la tardor existeixen també els bunyols de Tots Sants, que es fan amb rovells d'ou, formatge tendre de Maó i farina. Aquests, al contrari de la majoria de bunyols de les Balears, que solen tenir forma d'anell, acostumen a tenir forma de boleta. Es mengen calents, coberts de sucre.
Els bunyols de pasta bamba es fan amb la mateixa pasta que la coca bamba deixatada amb aigua o ous, que es deixa reposar abans de fer-ne porcions i fregir-les.

## Bunyols al Principat

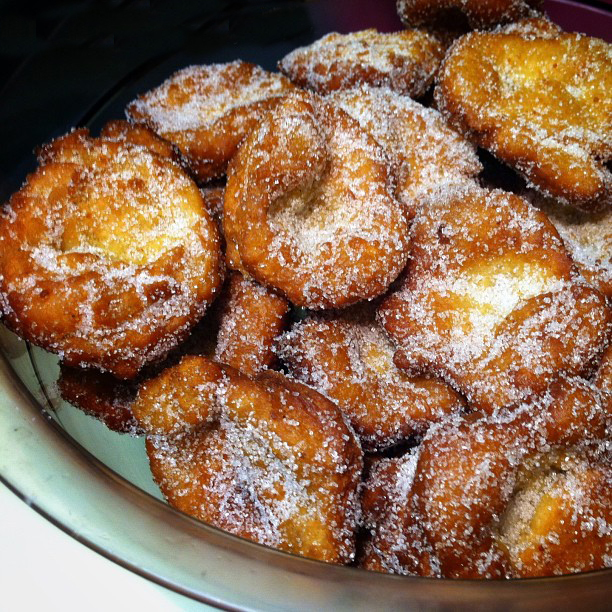
Brunyols de l'Empordà

També són molt populars i es poden fer d'ingredients diversos (incloent-hi, per exemple, la ceba o els cigrons), i cal destacar la tradició a l'Empordà, Gironès i el Pla de l'Estany és de fer bunyols (coneguts per brunyols) per al Dijous Sant. Duen farina, ous, llevat i substàncies aromàtiques. El cuiner català Ignasi Domènech els feia de cargols.
Són molt tradicionals els bunyols de vent o caragirats, que són clars i rodons, no en forma d'anell com els de l'Empordà, i que es mengen durant la quaresma a les comarques de Barcelona. Els bunyols de vent o de Quaresma es troben a les pastisseries tots els dimecres i divendres des de Carnestoltes fins a Pasqua, en les variants "de vent" o "de crema", que són els bunyols de vent però farcits d'una crema catalana més espessa. Segons el Gremi de Pastissers de Barcelona "el seu origen deu sorgir de la necessitat popular d'endolcir els dies perquè el període quaresmal fos més passatger. A més, el seu aspecte és sobri, lluny de la fastuositat del tortell o de la Mona de Pàsqua." Es fan amb llet (o aigua o gasosa o fins i tot cervesa, segons la recepta), ous, farina, sucre, algun greix (mantega, oli) i solen estar aromatitzats amb una mica d'anís. S'inflen molt i sol quedar un buit a l'interior, d'on li ve en nom de vent, que és el que se sol aprofitar per omplir de crema. La Carme Ruscalleda ha tingut al seu restaurant una versió a la que hi afegia gingebre a la crema com a únic toc d'originalitat.
Els bunyols dolços de poma, que es posen al forn tot just acabats de fer i espolsats de sucre, per tal que aquest formi un caramel ros i cruixent que els envolti, són també tradicionals a Catalunya. Es mengen de preferència tebis.

## Bunyols a la resta del país
Els bunyols són freqüents en altres territoris de la península Ibèrica, encara que a Castella i, especialment, a Madrid, són relativament rars. L'única excepció són els bunyols de vent de la quaresma, coneguts amb el nom de buñuelos de viento.
La resta de l'any són predominants els xurros, una barreja de farina i aigua a la qual es dona forma llarga i prima, es fregeix i s'hi afegeix sucre; bastant allunyats dels bunyols a part del fet de ser una pasta fregida. Els xurros també estan desplaçant als bunyols en la tradició d'algunes festes valencianes, com ara les Falles, on era tradicional menjar bunyols amb xocolata i cada dia és més freqüent veure paradetes amb xurros i bunyols, o només xurros.

## Bunyols en altres països

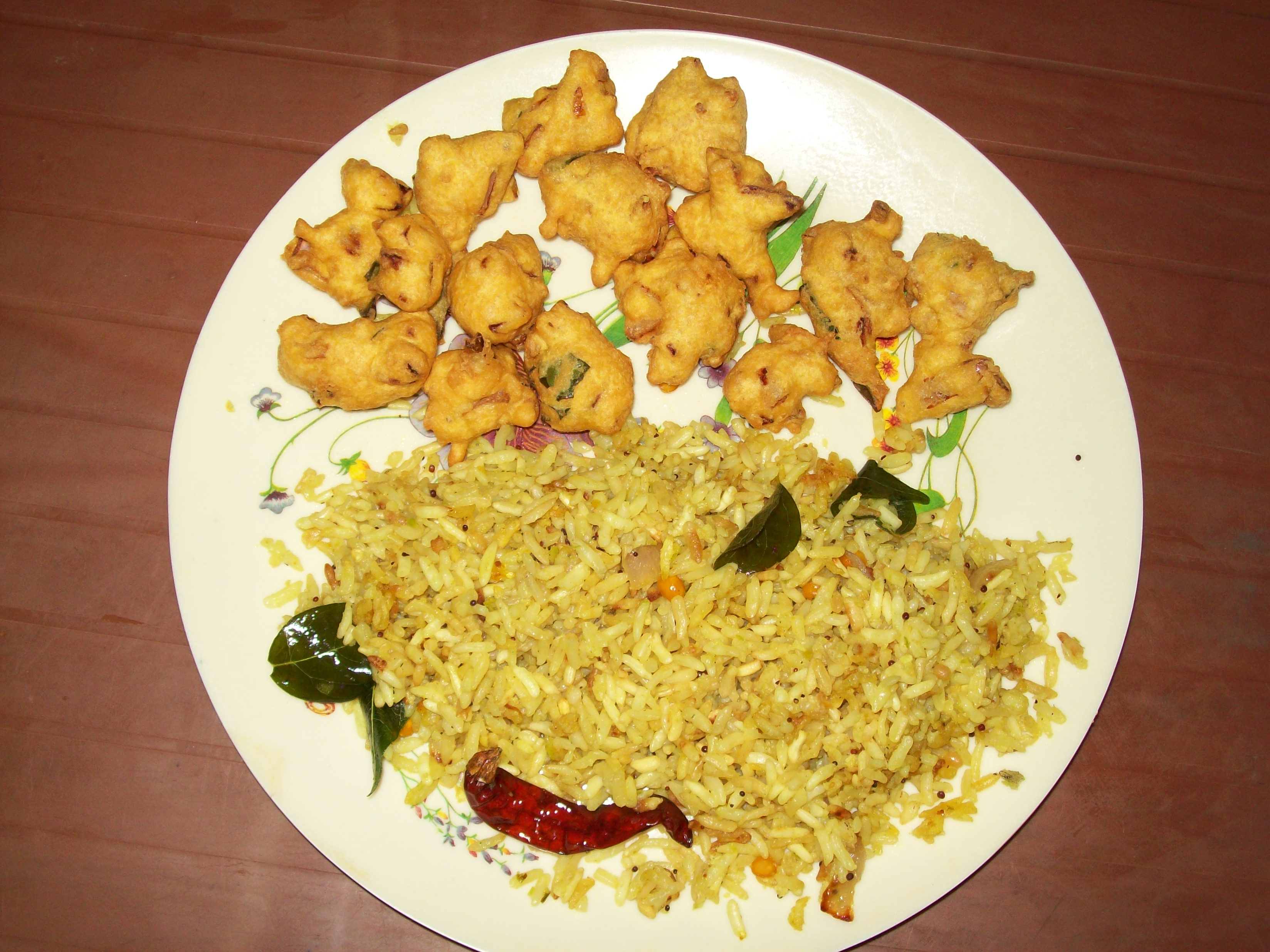
Uggani bajji; esmorzar típic de Rayalasima, bunyols amb arròs.

A alguns països d'Amèrica Llatina, com Mèxic, Colòmbia o Perú, es mengen una mena de bunyols dolços com a postres el dia de Nadal.
A l'Índia hi ha diversos tipus de bunyols, com els bhaji, els vada i els pakora.
A Itàlia existeixen diverses varietats de bunyols dolços i salats. El mot en italià, frittella, significa, a més de la pasta, una persona no gaire intel·ligent.
A França els bunyols dolços es venen sobretot a les parades de les fires itinerants atraccions i, en venda ambulant o en parades, a l'estiu a la platja. Altres llaminadures típiques que es venen a França a la platja són els xurros (en francès, chichis) i les ametlles garapinyades. El motiu és que són coses lleugeres en pes i, per tant, més fàcils de transportar.
Als Països Baixos es mengen bunyols dolços la nit de Cap d'Any.
Els jueus sefardites també fan bunyols, i els mengen tradicionalment el dia de la Pasqua jueva.

## Locucions i llengua
Segons el diccionari Coromines, la paraula bunyol ve de bony.
Com els bunyols, en especial els rodons sense forat, solen tenir una forma irregular, el mot ha acabat tenint una altra accepció, "cosa mal feta" (en castellà, l'equivalent lingüístic seria el xurro). Així, fer bunyols de pasta o fer bunyols sense forat s'utilitza per dir "fer les coses malament" i segons el diccionari Aguiló podem insultar dient bunyol de carreró. Expressions com quin bunyol o m'ha sortit un bunyol s'utilitzen quan una cosa surt lletja o amb poca traça. En mecànica, per a referir-se informalment a un sòlid rígid genèric que pot tenir qualsevol forma, és habitual parlar d'un sòlid bunyol o d'un sòlid patata.
D'altra banda, també hi ha expressions fent referència a la seva dolçor, així, a Mallorca es pot dir caure com el bunyol dins la mel per a "caure molt bé una cosa" i a València no volia el bunyol més que la mel calenta quan s'aconsegueix més èxit del que s'esperava.